# 弗林茨通 (喬治亞州)
弗林茨通（英語：Flintstone）是位於美國喬治亞州沃克縣的一個非建制地區。該地的面積和人口皆未知。

## 地理
弗林茨通的座標為34°56′30″N 85°20′37″W / 34.94167°N 85.34361°W，而該地的平均海拔高度為212米（即696英尺）。